# پریسیلا دارویت
پریسیلا دارویت (انگلیسی: Priscila Daroit؛ زادهٔ ۱۰ اوت ۱۹۸۸) بازیکن والیبال اهل برزیل است.
از باشگاه‌هایی که در آن بازی کرده‌است می‌توان به باشگاه فوتبال فلومیننزه اشاره کرد.